# Ray Stantz
Raymond "Ray" Stantz es un personaje ficticio de la franquicia de cine y televisión Los cazafantasmas, apareciendo tanto en las películas Los Cazafantasmas 1 y 2 como en la serie de animación Los Verdaderos Cazafantasmas. Vuelve a aparecer en la película de 2024 Ghostbusters: Frozen Empire

## Biografía
Ray nació en el Bronx, Nueva York, como se explica en el capítulo animado Citizen Ghost, tiene familia de muchas partes, incluyendo Escocia y Rusia, y es un científico y parapsicólogo tan especializado como Egon Spengler.

## Personalidad
Ray es el más sensible de los Cazafantasmas, y mientras Egon es el cerebro del grupo, Ray es el corazón. Ray desarrolló las principales teorías científicas y la mayor parte del Equipo de los Cazafantasmas junto a Egon Spengler. Es uno de los miembros fundadores del grupo y tiene una pasión enorme por viejas películas y cómics de terror. En la serie animada es el que se lleva mejor con Moquete. Es entusiasta e infantil, lo cual queda demostrado en el episodio "The Boogieman Cometh" donde abraza y acaricia a un muñeco de peluche como lo haría un infante, y luego teniendo actitudes inmaduras con Peter tales como pedirle que le cuente un cuento a la hora de dormir.
Fue interpretado por Dan Aykroyd en las películas y su voz en la serie la proporcionó Frank Welker.

## Curiosidades
Ray Stantz apareció durante un breve cameo en la película Casper. 
Dan Aykroyd es investigador de lo paranormal en la vida real y cree firmemente en la parapsicología y el estudio científico del fenómeno Poltergeist.